# ローラ・THL1
ローラ・THL1 (Lola THL1) は、チーム・ハースが1985年のF1世界選手権に投入したフォーミュラ1カー。デザイナーはニール・オートレイとジョン・ボールドウィン。エンジンはハート・415Tを搭載した。チームは1台体制でシーズンに臨み、ドライバーに1980年のチャンピオンであるアラン・ジョーンズを起用した。ジョーンズは1983年以来のF1復帰で、当時39歳であった。

## 1985
THL1は第12戦イタリアグランプリでデビューし、ジョーンズは予選を25位で通過した。これはポールシッターのアイルトン・セナ（ロータス・97T）から9.859秒遅れのタイムであった。決勝は6周目にエンジンのオーバーヒートでリタイアとなる。続くベルギーグランプリは当初開催予定の6月2日から9月に変更されたため、オリジナルのエントリーリストにチームはエントリーしていなかったことから欠場となった。第15戦の南アフリカグランプリでジョーンズは予選18位となった。このグランプリではルノーとリジェが政治的理由から出場をボイコットし、RAMとザクスピードは欠場となったが、ジョーンズは体調不良のため決勝には出走しなかった（チーム・ハースは政治的圧力に屈してグランプリを撤退したという噂があったが、ジョーンズは実際にインフルエンザに罹っていたとしてこの噂に反駁した）。
ジョーンズは最終戦のオーストラリアグランプリでTHL1の可能性を示した（1985年オーストラリアグランプリは50回目のオーストラリアグランプリであったが、F1世界選手権となったのは1985年が初めてであった）。ジョーンズはホームグランプリを予選19位で通過したが、決勝ではスタートでエンジンストールする。最下位から押しがけでスタートした時点で4分の1周遅れとなっていたが、ジョーンズは徐々に順位を挽回し6位まで上昇、ポイント圏内に入る。しかしながら、20周目に電気系トラブルでリタイアとなった。

## 1986
1986年シーズンに向けてチームは新車のTHL2を2月には完成させ開幕戦から投入する予定であったが、ターボ・エンジンを製作したフォードがエンジンの燃費面での熟成を望んだため、THL1はシーズン序盤の3戦に出場した。このシーズン、チームはジョーンズに加えてフェラーリやルノーに在籍したフランス人ドライバーのパトリック・タンベイを起用し2台体制で臨んだ。THL1は依然としてハート・415Tを搭載したが、第3戦のサンマリノグランプリでジョーンズがドライブした新型車のTHL2にはキース・ダックワースが設計しサイズが非常にコンパクトに作られたフォード・TECエンジンが搭載されることになっていた。このグランプリでジョーンズは新型エンジンを搭載した新車を走らせたにもかかわらず、シャシー、エンジン共に旧型となるTHL1をドライブしたタンベイの方が予選を11位で通過、21位のジョーンズよりも2.226秒速いタイムを記録した。
ジョーンズ、タンベイ共にTHL1でポイントを獲得することはできなかった。
興味深いことにTHL1はローラと呼ばれたものの、有名なローラ・カーズとの唯一の接点はチームオーナーのカール・ハースがかつてローラの創設者であるエリック・ブロードレイと親しくしていたことしか無かった。ブロードレイはチームのチーフエンジニアということであったが、実際の設計や製作には関与していなかった。THL1はハースが保有するFORCE(Formula One Race Car Engineering)によって設計、製作が行われた。ニール・オートレイのデザインチームには空力の専門家として有望株のロス・ブラウンも所属していた。FORCE製の車でありながら、ローラの名でコンストラクター登録されたため、コンストラクターズポイントはローラが得ることとなった。
2012年に行われたインタビューでアラン・ジョーンズは、THL1に搭載されていたパワー不足のハート・415Tについて「子どものような仕事をするために大人を送った」と語り、「古いF2エンジンに誰かがターボを取り付けて『さあ、F1をやろうぜ』と言うようなものだった。」と述べた。財政および技術的にフェラーリ、ルノー、ホンダ、BMW、TAG-ポルシェに大きく劣ったハートエンジンは、結果を残すことが希であった。THL1は、1981年からF1への挑戦を始めたハート製ターボエンジンを使用した最後のフォーミュラ1カーであった。

## F1における全成績
(key) （太字はポールポジション）
| 年     | チーム                    | エンジン          | タイヤ | ドライバー           | 1   | 2   | 3   | 4   | 5   | 6   | 7   | 8   | 9   | 10  | 11  | 12  | 13  | 14  | 15  | 16  | ポイント | 順位 |
| ------ | ------------------------- | ----------------- | ------ | -------------------- | --- | --- | --- | --- | --- | --- | --- | --- | --- | --- | --- | --- | --- | --- | --- | --- | -------- | ---- |
| 1985年 | チーム・ハース (USA) Ltd. | ハート 415T S4 tc | G      |                      | BRA | POR | SMR | MON | CAN | DET | FRA | GBR | GER | AUT | NED | ITA | BEL | EUR | RSA | AUS | 0        | NC   |
| 1985年 | チーム・ハース (USA) Ltd. | ハート 415T S4 tc | G      | アラン・ジョーンズ   |     |     |     |     |     |     |     |     |     |     |     | Ret |     | Ret | DNS | Ret | 0        | NC   |
| 1986年 | チーム・ハース (USA) Ltd. | ハート 415T S4 tc | G      |                      | BRA | ESP | SMR | MON | BEL | CAN | DET | FRA | GBR | GER | HUN | AUT | ITA | POR | MEX | AUS | 6*       | 8位  |
| 1986年 | チーム・ハース (USA) Ltd. | ハート 415T S4 tc | G      | アラン・ジョーンズ   | Ret | Ret |     |     |     |     |     |     |     |     |     |     |     |     |     |     | 6*       | 8位  |
| 1986年 | チーム・ハース (USA) Ltd. | ハート 415T S4 tc | G      | パトリック・タンベイ | Ret | 8   | Ret |     |     |     |     |     |     |     |     |     |     |     |     |     | 6*       | 8位  |

* 1986年シーズンのポイントはローラ・THL2による。

## 参照
1. ↑  “1985 Beatrice-Lola THL1 Hart - Images, Specifications and Information”.   Ultimatecarpage.com (2009年10月23日). 2010年8月23日閲覧。
2. ↑  “STATS F1 - Lola THL1”.   Statsf1.com. 2010年8月23日閲覧。
3. 1 2  ローラTHL2・フォード 走り出したフォードV6ターボ オートスポーツ No.445 34-36頁 三栄書房 1986年5月1日発行